# Diòdot (orador)
Diòdot (grec antic: Διόδοτος, llatí: Diodotus), tal vegada fill d'Èucrates, fou un orador atenenc del partit democràtic, que apareix en dues discussions sobre el càstig que s'havia d'imposar a Mitilene (427 aC).
Va ser l'oponent més destacat a la moció de Cleó que demanava un càstig extremament sever, que els aliats revoltats es rendissin o, en cas contrari, serien executats els homes, i venuts com a esclaus les dones i nens, rebutjant els arguments de justícia i d'exemplaritat. Tucídides reprodueix (en el seu propi llenguatge), el discurs de Diòdot, que mostra l'enginy dels sofistes i la solidesa d'arguments d'un bon estadista.
El vot inicial a favor de la moció de Cleó, gràcies als arguments de Diòdot, va ser revocat el segon dia de discussió, i Mitilene es va deslliurar d'una matança i Atenes de la vergonya d'una acció com aquesta.